# Змееголовник Харкевича
Змееголовник Харкевича (лат. Dracocephalum charkeviczii) — вид многолетних травянистых растений рода Змееголовник (Dracocephalum) семейства Яснотковые (Lamiaceae). Видовое название — в честь С. С. Харкевича.

## Ботаническое описание

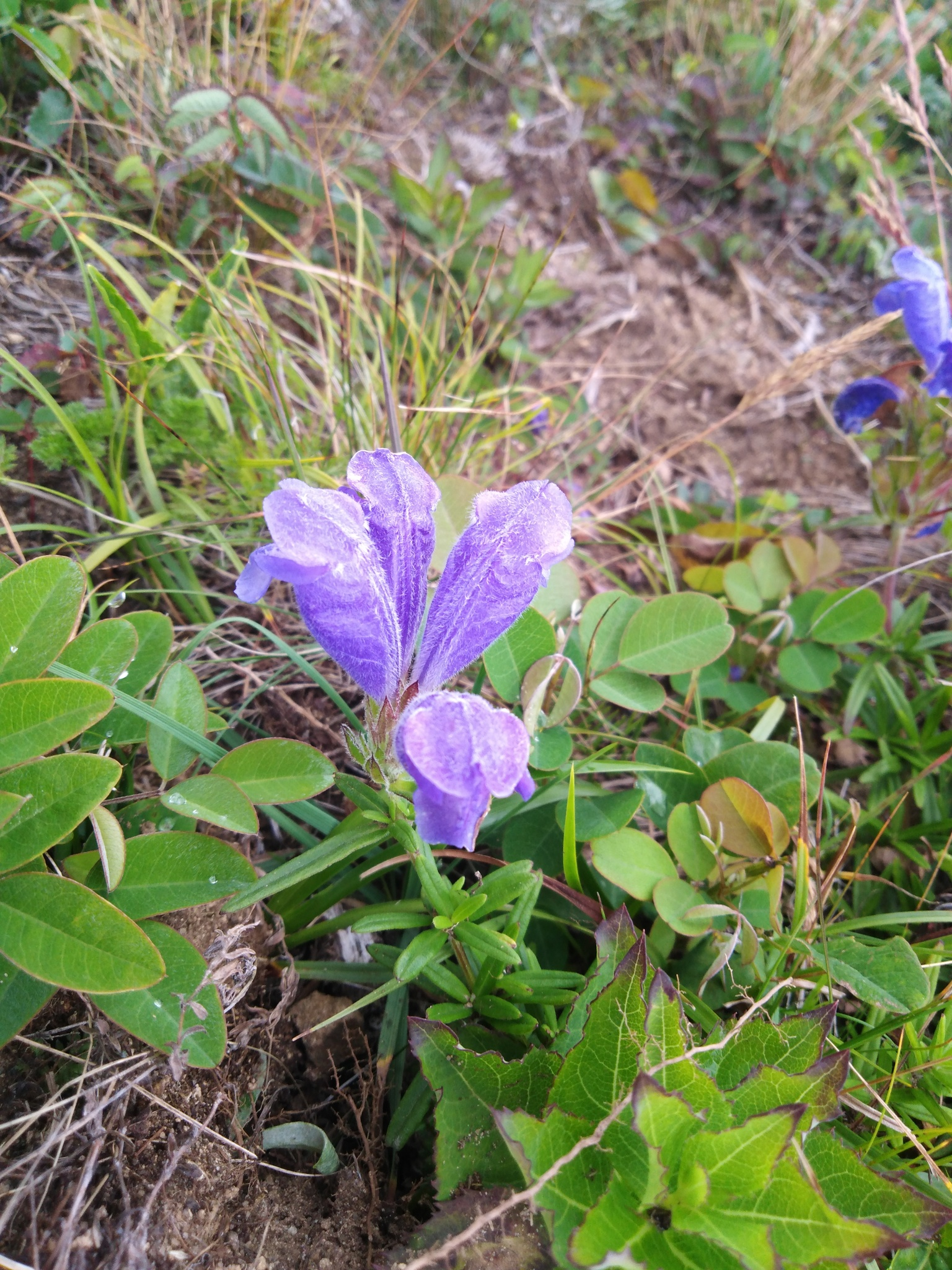

Стебли прямые или восходящие, до 55 см высотой.
Листья линейные или линейно-ланцетные, до 7 см длиной и до 5—8 мм шириной; сверху шероховатые, снизу, вдоль средней жилки, густо опушённые.
Цветки сине-фиолетовые, до 4—5 см длиной; общее соцветие округло-овальное, до 5—9 см длиной. Прицветники овально-яйцевидные; чашечка равномерно опушённая, надрезанная на заострённые доли.
Плодики округло-трёхгранные, тёмно-бурые, до 3 мм длиной.
Признаки, отличающие Змееголовник Харкевича от близкого вида Dracocephalum argunense, не вполне устойчивы.

## Распространение и экология
Эндемик Приморского края (бывшие Уссурийский и Южно-Курильский районы). Вероятно, встречается также на Корейском полуострове.
Растёт на приморских лугах, сухих каменистых вершинах и склонах, приморских песках и галечниках. В удалении от морских побережий встречается редко.

## Классификация

### Таксономия
Вид Змееголовник Харкевича входит в род Змееголовник (Dracocephalum) семейства Яснотковые (Lamiaceae) порядка Ясноткоцветные (Lamiales).
|  |                                      |  |                                                             |                                                             |                      |  | ещё 21 семейство (согласно Системе APG II) | ещё 21 семейство (согласно Системе APG II) |                           |  |  |  | ещё 81 род         | ещё 81 род                 |  |  |
|  |                                      |  |                                                             |                                                             |                      |  | ещё 21 семейство (согласно Системе APG II) | ещё 21 семейство (согласно Системе APG II) |                           |  |  |  | ещё 81 род         | ещё 81 род                 |  |  |
|  |                                      |  |                                                             | порядок Ясноткоцветные                                      |                      |  |                                            |                                            | подсемейство Котовниковые |  |  |  |                    | вид Змееголовник Харкевича |  |  |
|  |                                      |  |                                                             | порядок Ясноткоцветные                                      |                      |  |                                            |                                            | подсемейство Котовниковые |  |  |  |                    | вид Змееголовник Харкевича |  |  |
|  | отдел Цветковые, или Покрытосеменные |  |                                                             |                                                             | семейство Яснотковые |  |                                            |                                            | род Змееголовник          |  |  |  |                    |                            |  |  |
|  | отдел Цветковые, или Покрытосеменные |  |                                                             |                                                             |                      |  |                                            |                                            |                           |  |  |  |                    |                            |  |  |
|  |                                      |  | ещё 44 порядка цветковых растений (согласно Системе APG II) | ещё 44 порядка цветковых растений (согласно Системе APG II) |                      |  |                                            | ещё 7 подсемейств                          | ещё 7 подсемейств         |  |  |  | ещё около 40 видов |                            |  |  |
|  |                                      |  |                                                             | ещё 44 порядка цветковых растений (согласно Системе APG II) |                      |  |                                            |                                            | ещё 7 подсемейств         |  |  |  |                    |                            |  |  |